# 柏林牆紀念碑

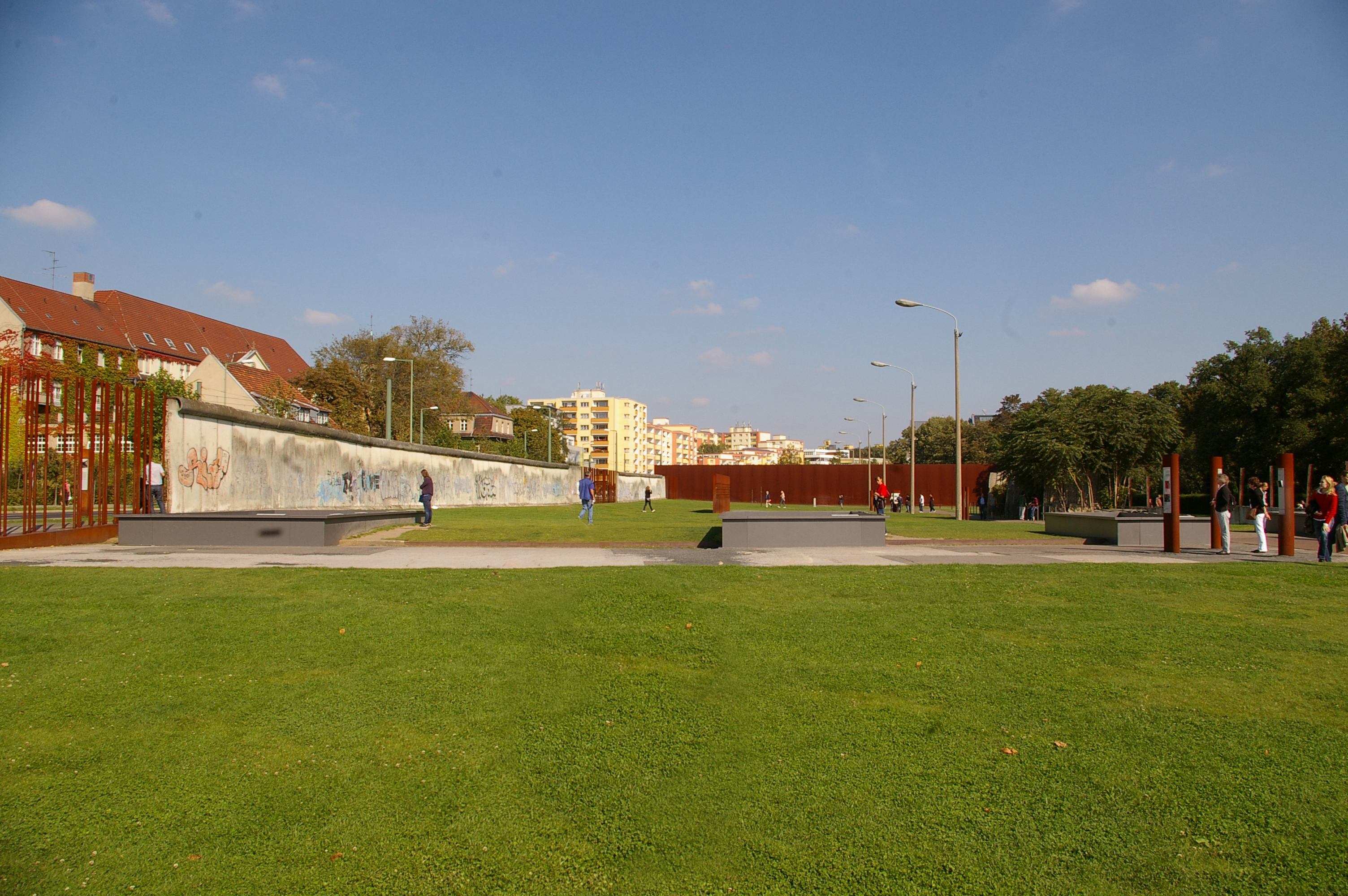
柏林牆紀念碑西側

柏林牆紀念碑（Gedenkstätte Berliner Mauer）是位於德國柏林的一座紀念碑，紀念柏林分裂及在柏林牆犧牲的人。

## 历史
柏林牆紀念碑設立於1998年，由聯邦德國政府和柏林州政府創建，包括和解教堂、柏林牆文獻中心、一段60米長的柏林牆、以及遊客中心等設施。和解教堂所在地在1985年之前亦建有教堂。

## 外部連結
- 官方网站

52°32′6″N 13°23′23″E / 52.53500°N 13.38972°E